# Matías Moroni
Matías Moroni (29 de março de 1991) é um jogador de rugby sevens argentino.

## Carreira
Matías Moroni integrou o elenco da Seleção Argentina de Rugbi de Sevens, na Rio 2016, que foi 6º colocada.